# فلقورة سوداء الأجنحة
فلقورة سوداء الأجنحة (الاسم العلمي:Fulgora nigripennis)  هي نوع من الحشرات يتبع جنس الفلقورة من الفصيلة الفلقورية.